# Răscăeți
Răscăeți is een Roemeense gemeente in het district Dâmbovița.
Răscăeți telt 2322 inwoners.